# Arnaud Guedj
Arnaud Guedj (Le Mans, 19 luglio 1997) è un calciatore francese, centrocampista del Voltigeurs.

## Carriera

### Club
Il 15 settembre 2018 viene acquistato a titolo definitivo dalla squadra albanese dello Skënderbeu.